# Prawo podwójnej negacji
Uzasadnienie:  identyczna tematyka 
Prawo podwójnej negacji lub prawo podwójnego zaprzeczenia – reguła rachunku zdań, która stwierdza, że zaprzeczenie negacji zdania jest tym samym zdaniem (bardziej formalnie: jest równoważne ze zdaniem wyjściowym).
Symbolicznie:
{\displaystyle \neg \left(\neg p\right)\Longleftrightarrow p}

Na przykład, zdanie „nieprawda, że nie pójdę do kina” mówi to samo, co zdanie „pójdę do kina”.
Prawo podwójnej negacji jest tautologią rachunku zdań.

## Niezgodności językowe
Przykładem niezgodności języka polskiego z tym prawem jest zdanie „Nikt nie jest idealny”. Analizując je matematycznie, otrzymuje się podwójne zaprzeczenie, czyli można by wysnuć wniosek, że wypowiedzenie to odpowiada zdaniu „Co najmniej jedna osoba jest idealna”. Jednakże zgodnie z zasadami językowymi wyrażenie to oznacza „Każdy ma jakieś wady”. Wynika to z tego, że w języku polskim utrwaliła się pozorność podwójnego zaprzeczenia.